# Mathew Ryan
Cet article possède un paronyme, voir Matthew Ryan.
Pour les articles homonymes, voir Ryan.
Mathew Ryan, né le 8 avril 1992 à Plumpton en Australie, est un footballeur international australien qui joue au poste de gardien de but.

## Biographie

### En club
À 21 ans, il devient un joueur clé et le gardien titulaire des Central Coast Mariners avec lesquels ils remporte le titre de champion d'Australie et est élu meilleur joueur du championnat en 2013. Il signe le 30 mai 2013 un contrat avec le FC Bruges. Il est le seul joueur du championnat à avoir 100 % de temps de jeu et est élu gardien de l'année.
Le 13 mai 2014, il fait partie des 30 joueurs australiens présélectionnés pour la Coupe du monde 2014 au Brésil. Il joue tous les matchs de la phase de groupe mais ne peut empêcher son équipe d'être éliminée au premier tour.
Le 27 novembre 2014, durant un match de Coupe d'Europe, Mathew Ryan sauve son équipe face à Torino FC en effectuant plusieurs arrêts de classe mondiale, permettant à son équipe d'assurer une qualification pour le tour suivant.
Le 12 juillet 2021, il rejoint la Real Sociedad.

### En sélection
Il honore sa première sélection le 5 décembre 2012 lors d'une rencontre contre la Corée du Nord comptant pour la Coupe d'Asie de l'Est 2013.
Deux ans plus tard, il participe à sa première grande compétition internationale lors de la Coupe du monde 2014 au Brésil. Les Australiens sortent  dès la phase de poules.
Le 31 janvier 2015, il remporte la Coupe d'Asie 2015 après prolongations contre la Corée du Sud. Il participe à la Coupe des confédérations 2017 et y joue trois matchs, mais son équipe ne passe pas les phases de poules.
En juin 2018, il est sélectionné par Bert van Marwijk pour participer à la Coupe du monde 2018. Titulaire, il y joue les trois matchs de l'Australie mais ne peut empêcher l'élimination de son équipe dès la phase de poules.
Il est de nouveau appelé pour disputer la Coupe d'Asie 2019, les Socceroos s'inclineront en quarts-de-finale contre les Emirats arabes unis.
Le 8 novembre 2022, il est sélectionné par Graham Arnold pour participer à la Coupe du monde 2022.

## Statistiques
| Saison                | Club                   | Championnat           | Championnat | Championnat | Coupe(s) nationale(s) | Coupe(s) nationale(s) | Compétition(s) continentale(s) | Compétition(s) continentale(s) | Compétition(s) continentale(s) | Total | Total |
| Saison                | Club                   | Division              | M.          | B.          | M.                    | B.                    | Comp.                          | M.                             | B.                             | M.    | B.    |
| 2010-2011             | Central Coast Mariners | A-League              | 31          | 0           | -                     | -                     | -                              | -                              | -                              | 31    | 0     |
| 2011-2012             | Central Coast Mariners | A-League              | 24          | 0           | -                     | -                     | AFC                            | 6                              | 0                              | 30    | 0     |
| 2012-2013             | Central Coast Mariners | A-League              | 25          | 0           | -                     | -                     | AFC                            | 8                              | 0                              | 33    | 0     |
| Sous-total            | Sous-total             | Sous-total            | 80          | 0           | -                     | -                     | -                              | 14                             | 0                              | 94    | 0     |
| 2013-2014             | Club Bruges KV         | JPL                   | 40          | 0           | 2                     | 0                     | C3                             | 2                              | 0                              | 44    | 0     |
| 2014-2015             | Club Bruges KV         | JPL                   | 37          | 0           | 5                     | 0                     | C3                             | 16                             | 0                              | 58    | 0     |
| Sous-total            | Sous-total             | Sous-total            | 77          | 0           | 7                     | 0                     | -                              | 18                             | 0                              | 102   | 0     |
| 2015-2016             | Valence CF             | Liga                  | 8           | 0           | 7                     | 0                     | C1+C3                          | 2+4                            | 0                              | 21    | 0     |
| 2016-2017             | Valence CF             | Liga                  | 2           | 0           | -                     | -                     | -                              | -                              | -                              | 2     | 0     |
| Sous-total            | Sous-total             | Sous-total            | 10          | 0           | 7                     | 0                     | -                              | 6                              | 0                              | 23    | 0     |
| 2016-2017             | KRC Genk (prêt)        | JPL                   | 17          | 0           | 1                     | 0                     | C3                             | 6                              | 0                              | 24    | 0     |
| 2017-2018             | Brighton & Hove Albion | Premier League        | 38          | 0           | -                     | -                     | -                              | -                              | -                              | 38    | 0     |
| 2018-2019             | Brighton & Hove Albion | Premier League        | 34          | 0           | 2                     | 0                     | -                              | -                              | -                              | 36    | 0     |
| 2019-2020             | Brighton & Hove Albion | Premier League        | 38          | 0           | -                     | -                     | -                              | -                              | -                              | 38    | 0     |
| 2020-2021             | Brighton & Hove Albion | Premier League        | 11          | 0           | -                     | -                     | -                              | -                              | -                              | 11    | 0     |
| Sous-total            | Sous-total             | Sous-total            | 121         | 0           | 2                     | 0                     | -                              | -                              | -                              | 123   | 0     |
| 2020-2021             | Arsenal FC (prêt)      | Premier League        | 3           | 0           | -                     | -                     | C3                             | -                              | -                              | 3     | 0     |
| 2021-2022             | Real Sociedad          | Liga                  | 3           | 0           | 3                     | 0                     | C3                             | 3                              | 0                              | 9     | 0     |
| 2022-2023             | FC Copenhague          | Superliga             | 6           | 0           | 1                     | 0                     | C1                             | 4                              | 0                              | 11    | 0     |
| 2022-2023             | AZ Alkmaar             | Eredivisie            | 18          | 0           | 1                     | 0                     | C4                             | 6                              | 0                              | 25    | 0     |
| 2023-2024             | AZ Alkmaar             | Eredivisie            | 29          | 0           | 1                     | 0                     | C4                             | 9                              | 0                              | 39    | 0     |
| Sous-total            | Sous-total             | Sous-total            | 47          | 0           | 2                     | 0                     | -                              | 15                             | 0                              | 64    | 0     |
| 2024-2025             | AS Rome                | Serie A               | -           | -           | 1                     | 0                     | C3                             | -                              | -                              | 1     | 0     |
| 2024-2025             | RC Lens                | Ligue 1               | 14          | 0           | -                     | -                     | -                              | -                              | -                              | 14    | 0     |
| Total sur la carrière | Total sur la carrière  | Total sur la carrière | 377         | 0           | 24                    | 0                     | -                              | 66                             | 0                              | 467   | 0     |

## Palmarès

### En club
Avec les Central Coast Mariners, Mathew Ryan est champion d'Australie en 2014 et vice-champion en 2011. 
Avec le Club Bruges KV, il gagne la Coupe de Belgique en 2015.

### En sélection
Avec l'Australie, il remporte la Coupe d'Asie des nations en 2015.

### Distinctions individuelles
- Médaille Joe Marston en 2011.
- Gardien de l'année au Gala du Footballeur Pro de l'année en 2014 et 2015.
- Gardien de but de l'année en 2014.
- Meilleur gardien de but de la Coupe d'Asie des nations 2015.
- Nommé dans l'équipe-type de la Coupe d'Asie des nations 2015.